# Heaven Street Seven
A Heaven Street Seven (röviden: „HS7”) magyar alternatív (indie-gitárpop) zenekar, amely 1995-től húsz éven át működött. Tagjai Szűcs Krisztián (az együttes énekese), Németh Róbert, Orbán Gyula, Takács Zoltán és Ábrahám Zsolt voltak.

## Története
A zenekart Szűcs Krisztián és Németh Róbert, valamint Orbán Gyula és Kiss Endre, Román Sándor alapította 1995-ben az esztergomi Vitéz János Tanítóképző Főiskolán. Első lemezük magánkiadásban jelent meg. 1996-ban csatlakozott Balczer Gábor, Kiss Endre pedig elhagyta az együttest. Ekkor léptek fel először a Sziget Fesztiválon. 1997-ben az Music Television is játszotta Wallflower című klipjüket. 1998-ban a Budapest Dolls c. lemezen először jelentek meg nem angol nyelvű dalaik. Ekkor csatlakozott Takács Zoltán, alias Jappán. 2004 tavaszán egy újabb tagcserét követően a zenekar új gitárosa Ábrahám Zsolt lett. Működésük 20. évében, 2015 augusztusában tartották a búcsúkoncertjüket.

## Tagok
- Szűcs Krisztián – ének, gitár
- Németh Róbert – basszusgitár
- Takács Zoltán – billentyű, vokál
- Ábrahám Zsolt – gitár
- Orbán Gyula – dob

## Lemezek
- Tick Tock No Fear – 1995 (MD)
- Goal – 1997
- Budapest Dolls – 1998
- Cukor – 2000
- VOLT Fesztivál (tavasz volt) – 2001
- Kisfilmek a nagyvilágból – 2002
- Szállj ki és gyalogolj! – 2004
- Tick Tock No Fear – 2005 (a 10 évvel korábban megjelent első HS7 lemezanyag újrakiadása)
- Tudom, hogy szeretsz titokban – 2006
- Sordid Little Symphonies – 2007
- Jazz – 2008
- Dunabeat - 1995-2010
- Gigerli - 2011
- Felkeltem a reggelt - 2012

## Kislemezek
- HipHop mjúzik – 1998
- Hol van az a krézi srác? – 2000
- Sajnálom – 2000
- White lies in HiFi – 2000
- Mozdulj! – 2001
- Éjszaka – 2002
- Ezután – 2002
- Dél-Amerika – 2002
- Csízbörger – 2004
- Ez a szerelem – 2004
- 5 Track EP (promóciós kislemez a Szállj Ki és Gyalogolj album 5 dalának angol nyelvű változatával) - 2005
- Hangerő – 2005
- Márta (promóciós kislemez) – 2006
- Tudom, hogy szeretsz titokban - 2007
- Mikor utoljára láttalak – 2008
- Szia - 2009

## Díjak
- A Szállj ki és gyalogolj c. lemezért 2005-ben a MAHASZ Fonogram-díját kapták az év rockalbuma kategóriában.
- A zenekar 2006-ban Cannes-ban az EU, a MIDEM és az MTV Europe közös díjának, a Border Breakers Award-nak European Breakthrough Award nevű különdíját nyerte el.
- Story Ötcsillag-díj (2009)